# Lidingö (tätort)
Lidingö är en tätort och centralort i Lidingö kommun, Stockholms län. Tätorten är belägen på västra och centrala delen av ön Lidingö. 

## Definition
Lilla Värtan, som skiljer Lidingö kommun från Stockholms kommun, är betydligt bredare på sitt smalaste ställe än de 200 meter som avgränsar tätorter från varandra. Därför räknas bebyggelsen på ön, till skillnad från annan av Stockholms närliggande förortsbebebyggelse, inte in i någon av  de omkringliggande tätorterna. På Lidingön fanns tidigare tre statistiska tätorter, varav den största heter Lidingö. De andra var Brevik och Sticklinge udde. Från tätortsavgränsningen 2015 räknas Brevik som sammanvuxet med Lidingö och har därmed upphört som tätort. Det finns även några småorter på ön.

## Administrativa tillhörigheter
Orten låg i Lidingö socken vari vid kommunreformen 1862 inrättades Lidingö landskommun. Denna ombildades 1910 till Lidingö köping som ombildades 1926 till Lidingö stad. Denna orts bebyggelse utgjorde bara en mindre del av både köpingskommunen och stadskommunens yta. 1971 uppgick stadskommunen i Lidingö kommun med denna ort som centralort.
I kyrkligt hänseende har orten alltid hört till Lidingö församling.
Orten ingick till 1907 i Danderyds skeppslags tingslag och därefter till 1971 i Södra Roslags domsagas tingslag. Från 1971 till 1 april 2007 ingick Lidingö i Södra Roslags domsaga och orten ingår sen dess i Stockholms domsaga.

## Befolkningsutveckling

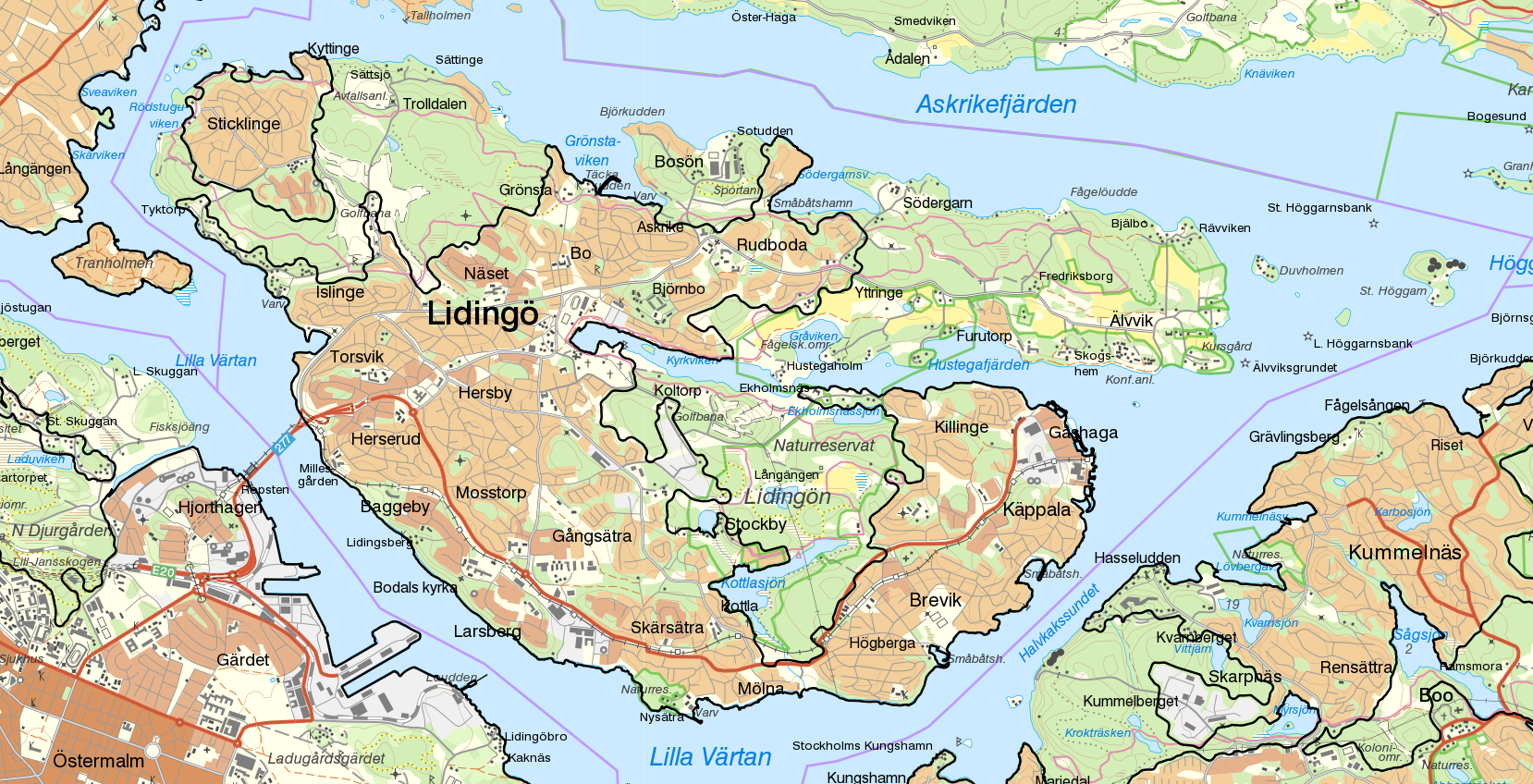
Den av Statistiska centralbyrån avgränsade tätorten Lidingö, med gränserna från tätortsavgränsningen 2015.

| Befolkningsutvecklingen i Lidingö 1950–2020                                                                                     | Befolkningsutvecklingen i Lidingö 1950–2020 | Befolkningsutvecklingen i Lidingö 1950–2020 | Befolkningsutvecklingen i Lidingö 1950–2020 | Befolkningsutvecklingen i Lidingö 1950–2020 |
| --- | ------------------------------------------- | ------------------------------------------- | ------------------------------------------- | ------------------------------------------- |
| |                                             |                                             |                                             |                                             |
| År |                                             |                                             | Folkmängd                                   | Areal (ha)                                  |
| 1950 | 1950                                        |                                             | 13 582                                      | ##                                          |
| 1960 | 1960                                        |                                             | 23 595                                      | 1 009                                       |
| 1965 | 1965                                        |                                             | 27 297                                      | 1 125                                       |
| 1970 | 1970                                        |                                             | 29 799                                      | 1 189                                       |
| 1975 | 1975                                        |                                             | 30 098                                      | 1 240                                       |
| 1980 | 1980                                        |                                             | 30 419                                      | 1 249                                       |
| 1990 | 1990                                        |                                             | 30 115                                      | 1 250                                       |
| 1995 | 1995                                        |                                             | 29 486                                      | 1 254                                       |
| 2000 | 2000                                        |                                             | 30 107                                      | 1 254                                       |
| 2005 | 2005                                        |                                             | 30 357                                      | 1 246                                       |
| 2010 | 2010                                        |                                             | 31 561                                      | 1 251                                       |
| 2015 | 2015                                        |                                             | 42 466                                      | 1 678                                       |
| 2020 | 2020                                        |                                             | 44 091                                      | 1 676                                       |
| Anm.: Sammanvuxen med Skärsätra med Kottla 1960. Sammanvuxen med Brevik 2015. ## Som tätort/befolkningsagglomeration 1920–1950. |                                             |                                             |                                             |                                             |